# 전경-배경 착시
형태-배경 조직화(figure–ground organization) 또는 전경-배경 착시(figure–ground illusion)는 시각을 통해 물체를 인식하는 데 필수적인 지각 그룹의 한 유형이다. 이러한 착시현상은 게슈탈트 심리학에서는 배경에서 인물을 식별하는 것으로 알려져 있다. 예를 들어, 인쇄된 종이에 검은 색 단어(text)나 이미지(image)는 '형태'(figure), 흰색 시트는 '배경'(ground)으로 다루어진다.

## 같이 보기
- 반전 이미지
- 색채항등성